# Coenogonium saepincola
Coenogonium saepincola är en lavart som beskrevs av Aptroot, Sipman & Lücking. Coenogonium saepincola ingår i släktet Coenogonium och familjen Coenogoniaceae.   Inga underarter finns listade i Catalogue of Life.